# Ley de Osthoff
La Ley de Osthoff es una ley fonética indoeuropea que establece que las vocales largas se abrevian cuando van seguidas por una sonante (en protoindoeuropeo son *m, *n, *l, *r, *y y *w), seguida a su vez de otra consonante (es decir, en un contexto de sílaba trabada). El nombre de la ley procede del indoeuropeísta alemán Hermann Osthoff, que fue quien la formuló.
La ley se dio en casi todas las lenguas de la familia indoeuropea, con la excepción de las correspondientes a la rama indoirania, en la que se conservó la distinción entre los diptongos largos y breves del PIE.
Compárese:
- PIE *dyēws "horizonte, dios del cielo" > sánscrito dyā́us, mientras que en griego antiguo Ζεύς, con un diptongo normal.
- PIE *bʰerHǵeh₂ "abedul" > protobaltoeslavo *bḗrźās (la laringal ha caído y la vocal de la raíz se ha alargado) > *béržās > lituano béržas, serbocroata brȅza (con metátesis de líquidas).

El uso de Ley de Osthoff normalmente se emplea de forma correcta en griego antiguo para el fenómeno descrito, lo que de hecho fue una innovación independiente a partir de desarrollos similares en el latín y en otras lenguas indoeuropeas. Sin embargo, con frecuencia se emplea el nombre de esta ley en un sentido más vago, como un término genérico para referirse a todas las abreviaciones de los diptongos largos en sílabas cerradas.
La Ley de Osthoff es válida para el griego, el latín, el celta y el baltoeslavo, pero no para el indoiranio y el tocario. Posiblemente se aplica también al germánico, aunque hay poca evidencia para apoyar o refutar esto último.